# Christine Grahame

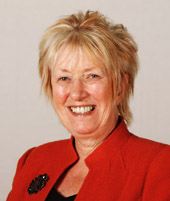
Christine Grahame

Christine Grahame, früher Christine Creech, (* 9. September 1944 in Burton-upon-Trent) ist eine schottische Politikerin und Mitglied der Scottish National Party (SNP).

## Leben
Grahame besuchte die Boroughmuir Secondary School in Edinburgh und studierte anschließend an der Universität Edinburgh. Am Moray House College of Education erwarb sie dann die Lehrbefugnis und war in den folgenden Jahren als Lehrerin tätig. 1984 erhielt sie einen Juraabschluss von der Universität Edinburgh und 1985 die Zulassung als Juristin. Grahame war dann als Solicitor tätig.

## Politischer Werdegang
In den 1970er Jahren trat Grahame in die SNP ein. Bei den Unterhauswahlen 1992 kandidierte sie im Wahlkreis Tweeddale, Ettrick and Lauderdale. Sie erhielt den dritthöchsten Stimmenanteil und verpasste damit den Einzug in das Britische Unterhaus. Bei der Europawahl 1994 trat sie für den Wahlkreis South of Scotland an, erhielt jedoch abermals kein Mandat. Als 1999 die ersten Schottischen Parlamentswahlen anstanden, bewarb sich Grahame um das Direktmandat des Wahlkreises Tweeddale, Ettrick and Lauderdale, musste sich jedoch dem Liberaldemokraten Ian Jenkins geschlagen geben. Da sie aber auf der Regionalwahlliste der SNP für die Wahlregion South of Scotland auf dem vierten Rang gesetzt war, erhielt Grahame infolge des Wahlergebnisses eines von sieben Listenmandaten der Wahlregion und zog in das neugeschaffene Schottische Parlament ein. Bei den Parlamentswahlen 2003 konnte sie abermals das Direktmandat von Tweeddale, Ettrick and Lauderdale nicht erringen, verteidigte hingegen aber ihr Mandat der Wahlregion. Im Schattenkabinett der SNP war sie ab 2004 als Staatssekretärin für soziale Gerechtigkeit vorgesehen. Obschon Grahame bei den Parlamentswahlen 2007 ihren Stimmenanteil um 8,8 % steigern konnte, verpasste sie ein weiteres Mal das Direktmandat des Wahlkreises, behielt aber ihr Mandat der Wahlregion. Im Zuge der Wahlkreisreform 2011 wurde der Wahlkreis Tweeddale, Ettrick and Lauderdale aufgelöst und weitgehend durch den neugeschaffenen Wahlkreis Midlothian South, Tweeddale and Lauderdale ersetzt, in welchem Grahame bei den Parlamentswahlen 2011 kandidierte. Sie errang das Direktmandat mit deutlichem Vorsprung vor dem Liberaldemokraten Jeremy Purvis.